# Muharraq Club
El Muharraq Club (en árabe: |نادي المحرق العربي) es un club de fútbol de Baréin, de la isla de Al Muharraq. Fue fundado en 1928 y juega en la Liga Premier de Baréin.
En 2008 ganó la Liga de fútbol de Baréin, la Copa del Rey, la Copa Príncipe de la Corona de Baréin y la Copa de la AFC.
Juega en el estadio Al Muharraq, con capacidad para 20.000 personas.

## Palmarés
- Liga Premier de Baréin: 35

1957, 1958, 1960, 1961, 1962, 1963, 1964, 1965, 1966, 1967, 1970, 1971, 1973, 1974, 1976, 1980, 1983, 1984, 1986, 1988, 1991, 1992, 1995, 1999, 2001, 2002, 2004, 2006, 2007, 2008, 2009, 2011, 2015, 2018, 2025
- Copa del Rey de Baréin: 33

1952, 1953, 1954, 1958, 1959, 1961, 1962, 1963, 1964, 1966, 1967, 1972, 1974, 1975, 1978, 1979, 1983, 1984, 1989, 1990, 1993, 1996, 1997, 2002, 2005, 2008, 2009, 2011, 2012, 2013, 2016, 2020
- Copa FA de Baréin: 5

2005, 2009, 2012, 2020, 2021
- Copa Príncipe de la Corona de Baréin: 5

2001, 2006, 2007, 2008, 2009
- Supercopa de Baréin: 3

2006, 2013, 2018
- Elite Cup: 1

2019
- Copa AFC: 2

2008, 2021
- Copa de Clubes Campeones del Golfo: 1

2012

## Participación en competiciones de la AFC

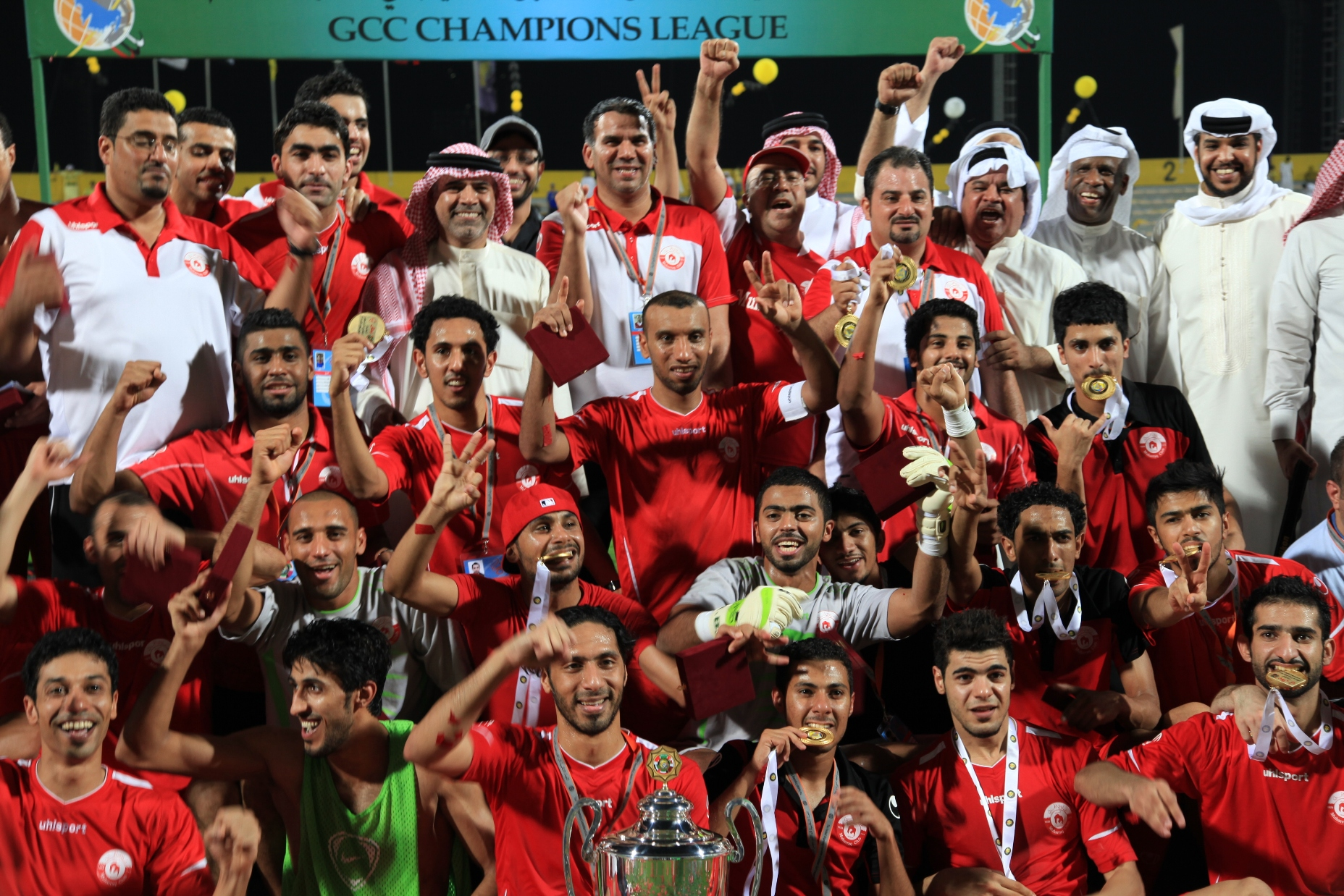
Al Muharraq luego de ser campeón de la Copa de Clubes Campeones del Golfo en el 2012.

- Copa de Clubes de Asia: 5 apariciones

| 1986 – Ronda Clasificatoria 1988 – Ronda Clasificatoria | 1990 – abandonó en la fase de grupos 1993 – Fase de grupos | 1994 – Fase de grupos |

- Copa AFC: 5 apariciones

2006 – Finalista
2007 – Fase de grupos
2008 – Campeón
2009 – Fase de grupos
2013 – abandonó antes del torneo
- Recopa de la AFC: 2 apariciones

| 1991 – Finalista | 1995 – Segunda Ronda |

- Copa de Clubes Campeones del Golfo: 3 apariciones

2008: Fase de grupos
2010: Semifinales
2012: Campeón

## Jugadores destacados
| - Mohamed Salmeen - Salman Sharida - Humood Sultan - Rico - Suleiman Al-Salman | - Badran Al-Shagran - Bashar Bani Yaseen - Mohannad Mahadeen - Mohammad Mustafa - Shadi Thiabat |

## Entrenadores destacados
- Khalifa Al-Zayani (1980s)
- Ralf Borges Ferreira (1989–90)
- Acácio Casimiro (2003)
- Ralf Borges Ferreira (2003–04)
- Stefano Impagliazzo (2004–05)
- Khalifa Al-Zayani (2005)
- Carlos Alhinho (2005–06)
- Khalifa Al-Zayani (2006)
- Fernando Dourado (2006)
- Salman Sharida (2007–08)
- Julio Peixoto